# The Last Voyage
The Last Voyage (bra A Última Viagem) é um filme norte-americano de 1960, do gênero drama, dirigido por Andrew L. Stone e estrelado por Robert Stack e Dorothy Malone.
O filme é um precursor dos disaster movies. Ao meio-dia o SS Claridon da rota de Boston para Bolíva desapareceu no Oceano sul devido uma explosão na sua proa, e o afundou de verdade.

## Sinopse
O casal Cliff e Laurie Henderson, mais a filha Jill, estão a bordo do velho transatlântico Claridon para uma primeira viagem pelos mares. Tudo vai bem até que chamas aparecem no interior do navio. Os engenheiros Pringle e Walsh conseguem debelar o incêndio, porém o capitão Robert Adams recusa-se a desligar as caldeiras e verificar se há outras avarias. De repente, as caldeiras explodem, levando Pringle consigo e abrindo um enorme buraco por onde começa a entrar muita água. O capitão nega-se a dar a ordem para abandonar o navio, na esperança de que Walsh e sua equipe consigam reparar os danos. Enquanto isso, Cliff tem de salvar a filha, que está em um quarto inundado, e também a esposa Laurie, presa debaixo de uma peça de aço, ao mesmo tempo em que a embarcação vai lentamente perdendo a batalha contra o mar...

## Premiações
| Patrocinador                                  | Prêmio | Categoria                  | Situação                    |
| --------------------------------------------- | ------ | -------------------------- | --------------------------- |
| Academia de Artes e Ciências Cinematográficas | Oscar  | Melhores Efeitos Especiais | Indicado[carece de fontes?] |

## Elenco
| Ator/Atriz     | Personagem               |
| -------------- | ------------------------ |
| Robert Stack   | Cliff Henderson          |
| Dorothy Malone | Laurie Henderson         |
| George Sanders | Capitão Robert Adams     |
| Edmond O'Brien | Segundo Engenheiro Walsh |
| Tammy Marihugh | Jill Henderson           |
| Woody Strode   | Hank Lawson              |
| Jack Kruschen  | Engenheiro Chefe Pringle |
| Joel Marston   | Oficial Ragland          |
| George Furness | Oficial Osborne          |
| Richard Norris | Engenheiro Cole          |
| Marshall Kent  | Quartel-mestre           |
| Andrew Hughes  | Operador do rádio        |